# Винные мемуары
«Винные мемуары» — дебютный номерной альбом группы «Крематорий». Также по счёту первый магнитоальбом группы.

## Об альбоме
Запись альбома состоялась в студии театра им. Маяковского практически за неделю. В записи участвовали Армен Григорян (вокал, бэк-вокал, акустическая гитара, бас-гитара, губная гармоника, флейта) и Виктор Троегубов (вокал, акустическая гитара, соло-гитара, бэк-вокал, перкуссия).
Альбом стал первым реально воплощённым материалом группы, а многие из песен той поры стали программными. Практически ни один концерт не обходится без их исполнения по сей день.

## Список композиций
Все песни написаны Арменом Григоряном, кроме указанных особо
1. Конформист Морозов (Ю.Морозов — Ю.Морозов, А.Григорян) [кавер-версия песни «Конформист» с альбома «Свадьба кретинов» (1976) ленинградского рок-музыканта Юрия Морозова, с дописанным Григоряном третьим куплетом]
2. Ты была той женщиной
3. Я увидел тебя
4. Стрёмный корабль
5. Посвящение бывшей подруге (муз. и сл. В. Троегубова)
6. Глотатель портвейна
7. Джентльмены и леди (муз. А. Григорян, сл. неизвестного автора)
8. Крематорий
9. Брюс-колдун
10. Катаклизм
11. Таня
12. Я сижу в W (муз. А. Григорян, сл. В. Троегубова)
13. Винные мемуары (муз. и сл. В. Троегубова)
14. Чёрная пятница
15. Снова ночью
16. Крылатые слоны

## Восприятие
Автор энциклопедии «Кто есть кто в российской рок-музыке» Александр Алексеев отмечал, что магнитоальбом показал «мир подворотен и сейшенов, беспечную романтику жизнеутверждающейся юности и болезненную экзистенциальность происходящего». От также отмечал большую популярность альбома, указывая на то, что «меломаны, особенно из студенческой среды, вырывали [его] друг у друга из рук».